# Dolichognatha incanescens
Dolichognatha incanescens là một loài nhện trong họ Tetragnathidae.
Loài này thuộc chi Dolichognatha. Dolichognatha incanescens được Eugène Simon miêu tả năm 1895.